# Велеучилиште „Никола Тесла“ у Госпићу
Велеучилиште „Никола Тесла“ у Госпићу је основана 7. јула 2006. године када је донета Уредба о оснивању Велеучилишта „Никола Тесла“ у Госпићу. Седиште велеучилишта је улици бана Ивана Карловића 16, а према Уредби о оснивању Велеучилишта „Никола Тесла“ у Госпићу део делатности велеучилишта се обавља у седишту, а део и у др Анте Старчевића 18 у Госпићу и на Трг др Фрање Туђмана 5 у Оточцу, док се исте адресе не наводе у Статуту Велеучилишта „Никола Тесла“ у Госпићу.

## Студије
На основним струковним студијама постоје три врсте студија, које се изводе у седишту велеучилишта:
- Друмски саобраћај[а]
- Економика предузетништва
- Управне студије

На мастер струковним студијама постоји један смер: Предузетништво у туризму.